# 薩勒卡亞
薩勒卡亞是土耳其的城鎮，由約茲加特省負責管轄，位於該國中部，面積976平方公里，海拔高度1,169米，該鎮以溫泉和澡堂聞名，2000年人口22,102。

## 外部連結
- District governor's official website （页面存档备份，存于） （土耳其文）
- District municipality's official website （页面存档备份，存于） （土耳其文）
- General information on Sarıkaya （土耳其文）

39°29′37″N 35°22′37″E / 39.49361°N 35.37694°E